# Muž a pes
Muž a pes (1967) je dobrodružný román s cestopisnými prvky, který pro mládež napsala česká spisovatelka Marie Magdalena Kadlecová. Román popisuje výzkumné cesty po ostrovech Nového Zélandu, které v sedmdesátých a osmdesátých letech 19. století podnikl se svým psem rakouský cestovatel, přírodovědec a preparátor Lineckého muzea Ondřej Rejšek (1845–1902). Kniha přináší vedle cestovatelských a loveckých dobrodružství také zajímavé postřehy ze života domorodých Maorů a popisy mnoha novozélandských přírodních zvláštností.

## Obsah románu
Román je napsán na základě skutečných událostí podle Rejškových deníků. Rejšek byl po otci českého původu, na Nový Zéland přijel roku 1877 na doporučení vídeňského geologa Ferdinanda Hochstettera (1829–1884) a působil zde jedenáct let. Jako zaměstnanec Christchurchského muzea byl pověřen výzkumem ptactva a sběrem a preparací vzorků. Při této činnosti procestoval celé území Nového Zélandu a nasbíral velké množství vzorků rostlin, nerostů a ptáků. Zabýval se též národopisem a na Novém Zélandu získal mnohé starobylé výrobky Maorů (například dřevořezby bůžků s očima ze skořápek mušlí, nebo zbraně opatřené ostřím z rybích kostí). Mnoho z jeho nálezů je dodnes vystaveno v přírodovědeckých muzeích ve Vídni, Linci a Londýně.
Při průzkumu neprobádaného nitra obou hlavních novozélandských ostrovů i několika dalších neobydlených ostrůvků šlo Rejškovi v mnoha případech skutečně o život, například když vnikl na posvátná území Maorů, kteří v té době byli opravdu nebezpeční. 
Na jeho cestách jej doprovázel jeho pes César, jehož osudy jsou popsány již od chvíle, kdy si jej Rejšek jako štěně přinesl domů. Šlo o velmi inteligentního psa, kterého si Rejšek velmi vážil a který svému pánovi dokonce v novozélandských Jižních Alpách zachránil život, když mu pomohl dostat se ze skalní rozsedliny, ve které uvízl.
Roku 1888 César stářím oslepl a již nemohl svého pána doprovázet na cestách. Rejšek, poslaný na malý ptačí ostrůvek na pokraji ledového moře, se musel se svým psem a těžkým srdcem rozloučit. Během jeho nepřítomnosti se o psa starali jeho přátelé, kteří mu v lednu roku 1889 poslali dopis, že César zemřel.